# 香港カップ
香港カップ（ホンコンカップ/中: 香港盃 英: Hong Kong Cup）とは毎年12月中旬に香港にある沙田競馬場の芝2000メートル（m）で行われる3歳以上の競馬の競走である。香港国際賽事（香港国際競走）として香港マイル（芝1600m）・香港スプリント（芝1200m）および香港ヴァーズ（芝2400m）といった国際G1（グループワン）と同日に開催され例年それら4レースの掉尾を飾っている。
メインスポンサーは2011年まではキャセイパシフィック航空、2012年以降はロンジン（香港）である。

## 歴史

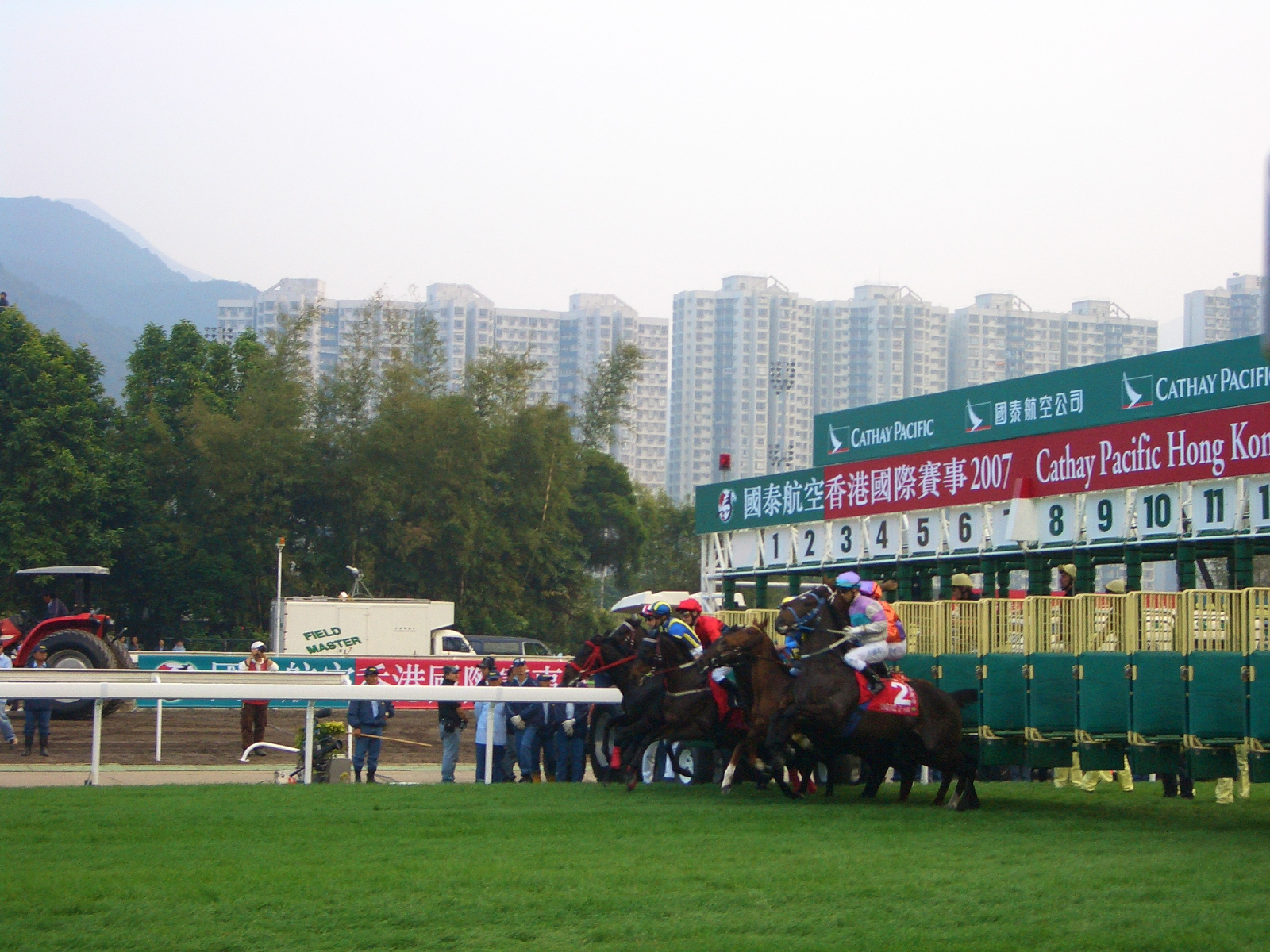
2007年香港カップ・スタート直後

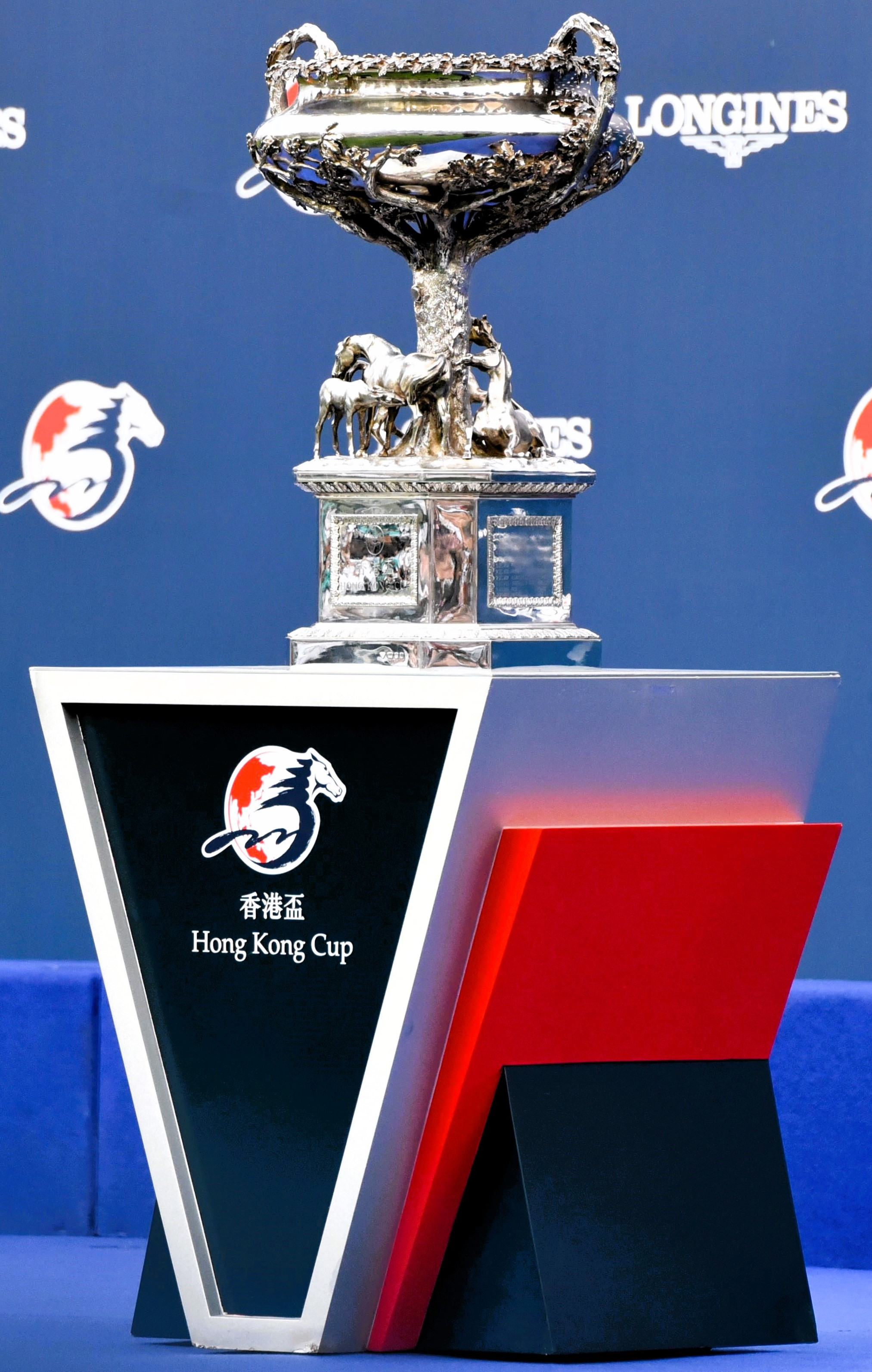
トロフィー

- 1988年 「香港招待カップ」として創設、施行距離は芝1800メートル (m)、開催時は当時1月の第4日曜日であった。
- 1989年 シンガポールのコロニアルチーフが優勝しシンガポール調教馬の海外レース初勝利を記録。
  - 同レースの開催を12月第2日曜日に変更。同レースが唯一同年に2回開催されて話題になり、オーストラリアのグレイインヴェイダーがレコードとなる1分48秒0を樹立。
- 1993年 「香港国際カップ」に改称、国際G3に昇格。
- 1994年 国際G2に昇格。
- 1995年 日本のフジヤマケンザン (漢字表記: 富士山) が優勝。新レコードとなる1分47秒0と同時に現在も残っている7歳での同レース最高齢優勝を記録。
- 1998年 日本のミッドナイトベットが1800 mでの開催最後にしてレコードとなる1分46秒9を樹立。
- 1999年
  - 「香港カップ」に改称。
  - 国際G1に昇格。
  - 施行距離変更: 芝コース1800 m→同2000 m
  - フランスのジムアンドトニックが同レースレコードとなる2分1秒4を樹立し、この勝利で同馬は香港での2000メートル国際G1初の完全制覇を達成
  - ワールドシリーズ・レーシング・チャンピオンシップに参加
- 2003年 イギリスのファルブラヴが同レースレコードとなる2分0秒9を樹立
- 2004年 アイルランドのアレクサンダーゴールドランが3歳牝馬として初優勝
- 2007年 同レース最少頭数7頭で開催
- 2008年 計時が10ミリ秒 (ms)単位に。
- 2010年 スノーフェアリーが3歳牝馬での2頭目の優勝
- 2012年 California Memory（カリフォルニアメモリー）がレース史上初の2勝目（2011, 12年連覇）、騎手マシュー・チャドウィックが騎手として初の連覇
- 2015年 日本のエイシンヒカリが同レースのレコードとなる2分0秒60を樹立
- 2019年 日本のウインブライトが同レースのレコードとなる2分0秒52を樹立[3]
- 2020年 日本のノームコアが現在のレコードとなる2分0秒50を樹立
- 2021年 ラヴズオンリーユーが勝利し、日本調教馬が3年連続勝利。香港以外の調教馬で史上初となる同一国3連覇となった。
- 2024年 地元香港のロマンチックウォリアーが史上初の3連覇を達成

## 歴代優勝馬
| 回数   | 施行日         | 調教国・優勝馬               | 日本語読み (カタカナ名)    | 性齢 | 勝時計  | 優勝騎手         | 管理調教師              |
| ------ | -------------- | ---------------------------- | -------------------------- | ---- | ------- | ---------------- | ----------------------- |
| 第1回  | 1988年1月24日  | 飛躍舞士 (Flying Dancer)     | フライングダンサー         | 騸5  | 1:48.6  | B.レイシャー     | P.カン                  |
| 第2回  | 1989年1月29日  | 殖民首長 (Colonial Chief)    | コロニアルチーフ           | 騸4  | 1:49.3  | A.クルーズ       | I.アラン                |
| 第3回  | 1989年12月17日 | 灰色侵略 (Grey Invader)      | グレイインヴェイダー       | 牝4  | 1:48.0  | G.ステュワート   | A.クラーク              |
| 第4回  | 1990年12月16日 | 加深 (Kessem)                | ケッセム                   | 牡5  | 1:48.4  | K.モーゼス       | B.スミス                |
| 第5回  | 1991年12月15日 | 翠河 (River Verdon)          | リヴァーヴァードン         | 騸4  | 1:49.8  | G.モッセ         | D.ヒル                  |
| 第6回  | 1993年4月18日  | 羅曼尼 (Romanee Conti)       | ロマネコンティ             | 牝4  | 1:48.2  | G.チャイルズ     | L.ラクソン              |
| 第7回  | 1993年12月12日 | 計惑 (Motivation)            | モチベーション             | 騸6  | 1:49.2  | J.マーシャル     | J.ムーア                |
| 第8回  | 1994年12月11日 | 塔傑邦 (State Taj)           | ステートタジ               | 騸5  | 1:48.4  | D.オリヴァー     | J.ライリー              |
| 第9回  | 1995年12月10日 | 富士山 (Fujiyama Kenzan)     | フジヤマケンザン           | 牡7  | 1:47.0  | 蛯名正義         | 森秀行                  |
| 第10回 | 1996年12月8日  | 第一島嶼 (First Island)      | ファーストアイランド       | 牡4  | 1:48.2  | M.ヒルズ         | G.ラッグ                |
| 第11回 | 1997年12月14日 | 威太子 (Val's Prince)        | ヴァルズプリンス           | 騸5  | 1:47.2  | C.アスムッセン   | J.ピコー                |
| 第12回 | 1998年12月13日 | 午夜博彩 (Midnight Bet)      | ミッドナイトベット         | 牡4  | 1:46.9  | 河内洋           | 長浜博之                |
| 第13回 | 1999年12月12日 | 雞尾酒 (Jim and Tonic)       | ジムアンドトニック         | 牡4  | 2:01.4  | G.モッセ         | F.ドゥーメン            |
| 第14回 | 2000年12月17日 | 奇異光芒 (Fantastic Light)   | ファンタスティックライト   | 牡4  | 2:02.2  | L.デットーリ     | S.ビン・スルール        |
| 第15回 | 2001年12月16日 | 愛麗數碼 (Agnes Digital)     | アグネスデジタル           | 牡4  | 2:02.8  | 四位洋文         | 白井寿昭                |
| 第16回 | 2002年12月15日 | 計得精彩 (Precision)         | プレシジョン               | 騸4  | 2:07.1  | M.キネーン       | D.オートン              |
| 第17回 | 2003年12月14日 | 飛霸 (Falbrav)               | ファルブラヴ               | 牡5  | 2:00.9  | L.デットーリ     | L.クマーニ              |
| 第18回 | 2004年12月12日 | 歷山金駒 (Alexander Goldrun) | アレクサンダーゴールドラン | 牝3  | 2:03.3  | K.マニング       | J.ボルジャー            |
| 第19回 | 2005年12月11日 | 爪皇凌雨 (Vengeance of Rain) | ヴェンジェンスオブレイン   | 騸5  | 2:04.5  | A.デルペッチ     | D.フェラーリス          |
| 第20回 | 2006年12月10日 | 自豪 (Pride)                 | プライド                   | 牝6  | 2:01.6  | C.ルメール       | A.ド・ロワイエ=デュプレ |
| 第21回 | 2007年12月9日  | 威滿蹄 (Ramonti)             | ラモンティ                 | 牡5  | 2:02.8  | L.デットーリ     | S.ビン・スルール        |
| 第22回 | 2008年12月14日 | 飛鷹山 (Eagle Mountain)      | イーグルマウンテン         | 牡4  | 2:00.92 | K.シェイ         | M.デコック              |
| 第23回 | 2009年12月13日 | 萬千景象 (Vision d'Etat)     | ヴィジョンデタ             | 牡4  | 2:01.86 | O.ペリエ         | E.リボー                |
| 第24回 | 2010年12月12日 | 飛雪仙蹤 (Snow Fairy)        | スノーフェアリー           | 牝3  | 2:02.96 | R.ムーア         | E.ダンロップ            |
| 第25回 | 2011年12月11日 | 加州萬里 (California Memory) | カリフォルニアメモリー     | 騸5  | 2.04.57 | M.チャドウィック | A.クルーズ              |
| 第26回 | 2012年12月9日  | 加州萬里 (California Memory) | カリフォルニアメモリー     | 騸6  | 2.03.09 | M.チャドウィック | A.クルーズ              |
| 第27回 | 2013年12月8日  | 事事為王 (Akeed Mofeed)      | アキードモフィード         | 牡4  | 2.01.96 | D.ホワイト       | R.ギブソン              |
| 第28回 | 2014年12月14日 | 威爾頓 (Designs on Rome)     | デザインズオンローム       | 騸4  | 2.01.96 | J.モレイラ       | J.ムーア                |
| 第29回 | 2015年12月13日 | 榮進之光 (A Shin Hikari)     | エイシンヒカリ             | 牡4  | 2:00.60 | 武豊             | 坂口正則                |
| 第30回 | 2016年12月11日 | 滿樂時 (Maurice)             | モーリス                   | 牡5  | 2:00.95 | R.ムーア         | 堀宣行                  |
| 第31回 | 2017年12月10日 | 馬克羅斯 (Time Warp)         | タイムワープ               | 騸4  | 2.01.63 | Z.パートン       | A.クルーズ              |
| 第32回 | 2018年12月9日  | 歡樂之光 (Glorious Forever)  | グロリアスフォーエバー     | 騸4  | 2:01.71 | S.デソウサ       | F.ロー                  |
| 第33回 | 2019年12月8日  | 勝出光采 (Win Bright)        | ウインブライト             | 牡5  | 2:00.52 | 松岡正海         | 畠山吉宏                |
| 第34回 | 2020年12月13日 | 樸素無華 (Normcore)          | ノームコア                 | 牝5  | 2:00.50 | Z.パートン       | 萩原清                  |
| 第35回 | 2021年12月12日 | 唯獨愛你 (Loves Only You)    | ラヴズオンリーユー         | 牝5  | 2:00.66 | 川田将雅         | 矢作芳人                |
| 第36回 | 2022年12月11日 | 浪漫勇士 (Romantic Warrior)  | ロマンチックウォリアー     | 騸4  | 1:59.70 | J.マクドナルド   | C.シャム                |
| 第37回 | 2023年12月10日 | 浪漫勇士 (Romantic Warrior)  | ロマンチックウォリアー     | 騸5  | 2:02.00 | J.マクドナルド   | C.シャム                |
| 第38回 | 2024年12月8日  | 浪漫勇士 (Romantic Warrior)  | ロマンチックウォリアー     | 騸6  | 2:00.51 | J.マクドナルド   | C.シャム                |